# Wohnhaus Bahnhofstraße 1
Das Wohnhaus Bahnhofstraße 1, Ecke Hauptstraße und nahe der Oste, in der niedersächsischen Samtgemeinde Land Hadeln, Gemeinde Oberndorf im Landkreis Cuxhaven, stammt vom Anfang des 20. Jahrhunderts. Aktuell (2024) wird es als Wohnhaus genutzt.
Das Gebäude steht unter Denkmalschutz (siehe auch Liste der Baudenkmale in Oberndorf (Oste)).

## Geschichte und Beschreibung
Der Ausbau der Bahnhofstraße am Ende des 19. Jahrhunderts als wichtige Verkehrsanbindung zwischen Bahnhof und Fähranleger westlich der Oste führte zu einer differenzierten Bebauung.
Das zweigeschossige traufständige verputzte Gebäude in Backstein auf hohem Kellersockel, mit Mansard- und Walmdach in Hohlpfannendeckung, entstand 1910 (Inschrift: H.v.d.Höden 1910). Die straßenseitigen Fassaden wurde gegliedert durch den polygonalen Standerker mit geschweiftem Pultdach an der nordöstlichen Gebäudeecke und dem zweigeschossigen Risalit mit Krüppelwalmdach und im Obergeschoss als Altan mit Rundbogennische ausgebildet. An der Südfassade ist ein flacher, zweigeschossiger Risalit mit Satteldach. An der Nordwestseite befindet sich der zurückgesetzte, von Pfeilern gestützte Eingangsvorbau mit Walmdach, mit Korbbogen und darüber figürlichem Stuckrelief. Eine Freitreppe führt zu der doppelflügeligen Eingangstür mit Jugendstilornamentik. Die Fensteröffnungen haben rahmende Putzleisten oder Stuckfelder mit pflanzlichen Motiven sowie Zierfachwerk als Giebelschmuck. Ähnliche Wohnhäuser stehen in der Nachbarschaft.
Das Landesdenkmalamt befand u. a.: „… moderne Jugendstilelemente und das traditionelle Zierfachwerk …“